# Bradenholz
Koordinaten: 52° 56′ 44″ N, 8° 43′ 58″ O
Das Bradenholz ist ein Waldgebiet in der niedersächsischen Gemeinde Stuhr im Landkreis Diepholz. Es befindet sich im östlichen Bereich des Naturparks Wildeshauser Geest und liegt zwischen Fahrenhorst im Nordwesten, Warwe im Norden, Ristedt im Osten und Fesenfeld im Südwesten. Es erreicht eine Höhe von etwa 42 Meter.
Durch das Waldgebiet, das Namensgeber für die Straße „Zum Bradenholz“ im Stuhrer Ortsteil Fahrenhorst ist, führt keine Landes- oder Kreisstraße. Am nordöstlichen Rand verläuft die K 113 ("Ristedter Straße"), am nordwestlichen Rand die K 114 ("Warwer Straße") und westlich die B 51. Der Hombach fließt unweit westlich.

## Objekte im Bradenholz
Am nordwestlichen Waldrand liegen diese Objekte:
- Sportplatz Fahrenhorst[2]
- Hügelgräber
- Warwer Sand
- Friedhof[3] mit Friedhofskapelle

## Geschichte
Im Jahr 1967 wurde das 2302 ha große Gebiet Hombach – Finkenbach – Klosterbach, zu dem das Bradenholz gehört, als Landschaftsschutzgebiet ausgewiesen (siehe Liste der Landschaftsschutzgebiete im Landkreis Diepholz; darin: Hombach – Finkenbach – Klosterbach, LSG DH 00060).
Beim Orkan Quimburga im Jahr 1972 (13. November) wurde der Wald zu einem großen Teil zerstört, seitdem aber wieder aufgeforstet.